# Legge di Raoult

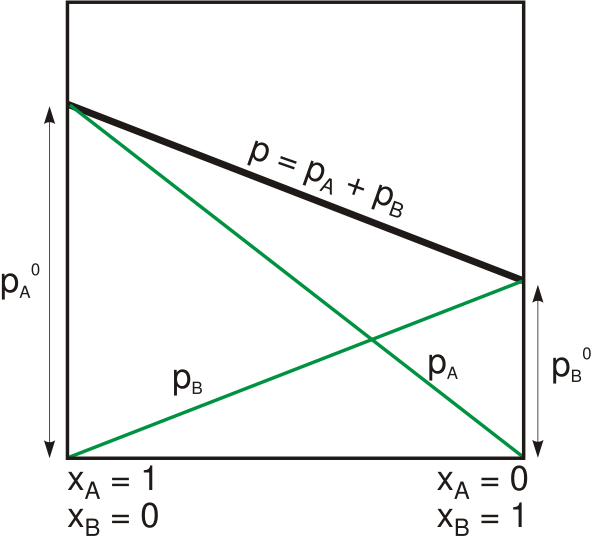
Diagramma ideale di Raoult relativo a una soluzione binaria di due componenti, A e B, volatili e completamente miscibili. La retta sovrastante rappresenta la variazione della pressione di vapore totale in funzione della composizione della miscela

La legge di Raoult, formulata nel 1886 dal chimico François-Marie Raoult, descrive la variazione della pressione di vapore di un solvente all'aggiunta di un soluto in soluzione. Essa stabilisce che la pressione parziale {\displaystyle p_{i}} di un componente in una soluzione a n componenti, a una determinata temperatura T, è funzione lineare della sua pressione di vapore {\displaystyle p_{i}^{o}} e della frazione molare {\displaystyle x_{i}} del componente liquido secondo l'equazione:
{\displaystyle p_{i}=x_{i}p_{i}^{o}}
dove {\displaystyle p_{i}^{o}} è la pressione di vapore del componente puro alla stessa temperatura T.
Raoult elaborò tale legge dopo aver misurato, a una determinata temperatura, la pressione di vapore totale di un sistema binario formato da due liquidi volatili, completamente miscibili, e ricavando le relative pressioni parziali in fase vapore, nota la composizione quantitativa della fase aeriforme, con l'ausilio della legge di Dalton, la quale afferma che:
{\displaystyle p_{i}=x_{i}p}
essendo {\displaystyle x_{i}} la frazione molare del componente i in fase gassosa, {\displaystyle p_{i}} la sua pressione parziale e {\displaystyle p} la pressione della miscela gassosa.
In questo modo egli costruì un diagramma binario (cioè per un sistema a due componenti, chiamati A e B) isotermo, che riporta le pressioni di vapore dei singoli componenti contro la frazione molare {\displaystyle x_{A}} del componente più volatile. Le funzioni costituiscono rette con origine a {\displaystyle x_{i}} = 0 e intercette a {\displaystyle p_{i}=p_{i}^{o}}, ovvero a {\displaystyle p_{A}=p_{A}^{o}} e {\displaystyle p_{B}=p_{B}^{o}}, essendo presenti due assi delle ordinate. Per {\displaystyle x_{i}} pari a 1, {\displaystyle p_{i}} sarà pari a {\displaystyle p_{i}^{o}}.

## Validità della legge di Raoult

Rappresentazione delle deviazioni positive e deviazioni negative dall'idealità della legge di Raoult

La legge di Raoult è valida per soluzioni liquide ideali, cioè per soluzioni in cui le interazioni che sussistono tra le molecole dei diversi componenti (A e B per una miscela binaria) sono della stessa entità delle interazioni che si hanno tra molecole dello stesso componente, ossia tra una molecola di A e un'altra molecola di A oppure tra una molecola di B e un'altra molecola di B, nel caso di una miscela binaria; soluzioni formate da componenti con simili caratteristiche chimico-fisiche (in primo luogo la polarità) e strutturali rispettano con buona approssimazione questa legge, ad esempio miscele benzene-toluene.
In genere le soluzioni non sono ideali bensì reali; in particolare si riscontrano deviazioni positive e deviazioni negative dalla legge di Raoult:
- deviazioni positive: le interazioni molecolari tra i componenti sono di minore entità rispetto a quelle esistenti tra le singole molecole del composto puro e la pressione di vapore in soluzione risulta superiore a quella prevista dalla legge di Raoult, come ad esempio miscele benzene-tetracloruro di carbonio;
- deviazioni negative: le interazioni molecolari tra i componenti sono di maggiore entità rispetto a quelle esistenti tra le singole molecole del composto puro e la pressione di vapore in soluzione risulta inferiore a quella prevista dalla legge di Raoult, come ad esempio miscele cloroformio-acetone.